# Youmna Khoury
Youmna Khoury is een ondernemer en schoonheidsdeskundige. Ze is de oprichter van Youmi Beauty, een cosmeticabedrijf. Ze is een van de influencers en werd gerangschikt onder de top 30 ondernemers in het Midden-Oosten onder de leeftijd van veertig jaar. Ze wordt beschouwd als een van de beroemdste figuren in het Midden-Oosten.

## Privéleven
Khoury groeide op in Libanon, studeerde aan de Libanese Universiteit, specialiseerde zich in bedrijfskunde en behaalde een bachelorsdiploma. Vervolgens opende ze haar eigen salon in Beiroet genaamd The Onyx en deze werd vervolgens aanspreekpunt voor cosmetica.